# Iteuil
Iteuil là một xã, tọa lạc ở tỉnh Vienne trong vùng Nouvelle-Aquitaine, Pháp. Xã này có diện tích 22,05 km², dân số năm 2006 là 2766 người. Xã nằm ở khu vực có độ cao trung bình 82 m trên mực nước biển. 

## Biến động dân số
| Năm | 1793 | 1866  | 1962  | 1968  | 1975  | 1982  | 1990  | 1999  | 2006  |
| --- | ---- | ----- | ----- | ----- | ----- | ----- | ----- | ----- | ----- |
| Dân số | 673  | 1 091 | 1 108 | 1 374 | 1 859 | 2 309 | 2 679 | 2 814 | 2 766 |
| From the year 1962 on: No double counting—residents of multiple communes (e.g. students and military personnel) are counted only once. |      |       |       |       |       |       |       |       |       |